# جيف غوردون

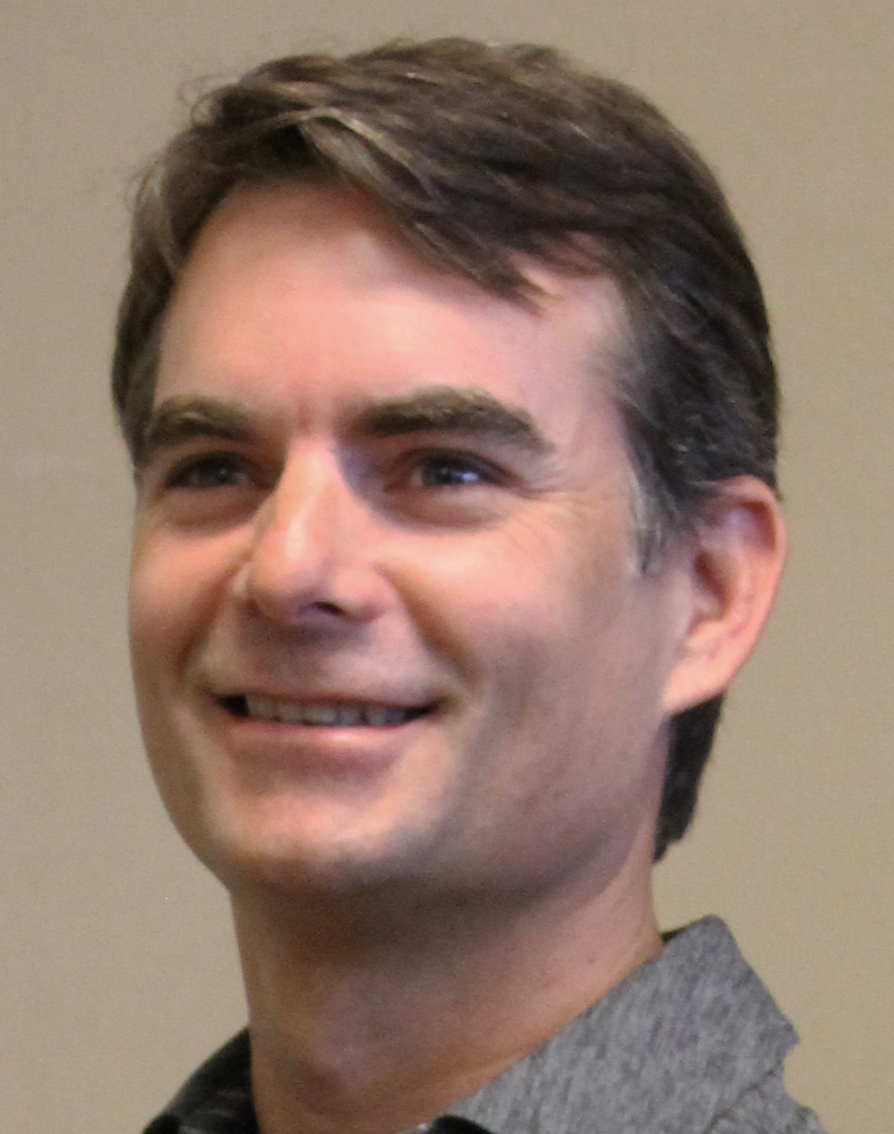
جيف غوردون

جيفري مايكل غوردون (Jeffrey Michael Gordon) (ولد في 4 أغسطس، عام 1971 في كاليفورنيا، الولايات المتحدة) هو بطل الناسكار سلسلة كأس نيكستيل أربع مرات، وسائق شيفروليه مونتي كارلو رقم 24 في فريق هيندريك موتورسبورتس. بدأ غوردون بالتسابق منذ أن كان عمره أربعة سنوات تقريباً.

## البطولات الحائز عليها
- بطولة كأس وينستون عام 1995
- بطولة كأس وينستون عام 1997
- بطولة كأس وينستون عام 1998
- بطولة كأس وينستون عام 2001

## وصلات خارجية
- جيف غوردون على موقع Racing-Reference.info (الإنجليزية)
- جيف غوردون على موقع DriverDB.com (الإنجليزية)

- جيف غوردون على موقع IMDb (الإنجليزية)
- جيف غوردون على موقع الموسوعة البريطانية (الإنجليزية)
- جيف غوردون على موقع إن إن دي بي (الإنجليزية)
- جيف غوردون على موقع قاعدة بيانات الفيلم (الإنجليزية)
- موقع جيف غوردون الرسمي